# Andreas Björsten
Lars Wilhelm Andreas Björsten, född 24 augusti 1959 i Linköping, är en svensk poet. 
Björsten, som främst verkar som estradpoet, debuterade som poet 1981, har sedan dess givit ut en handfull diktsamlingar. Muntliga åtbörder. En liten lyrisk självbiografi (Muntliga dikter tre), utgavs på Fri Press förlag 2017.  Hans fjärde diktsamling Kärleksbikter (muntliga dikter2) kom ut på samma förlag 2013. Hans tredje diktsamling, Muntliga dikter utgavs på Titel Förlag 2008. 
Björsten har varit ordförande i Romantiska Förbundet. Han har även varit verksam som MC i Poetry Slam i Stockholm. 
På 1980-talet var Björsten en av redaktörerna för Den blinde Argus, en tidskrift som lever vidare som kollektivblogg.
I slutet av 2000-talet blev Björsten bekännande kristen. Han har gått lärjungeskolan i Sankta Klara kyrka i Stockholm.

## Priser och utmärkelser
- 2021: Samfundet De Nios Julpris.[5]